# 敲诈勒索罪
敲诈勒索罪是《中华人民共和国刑法》规定的侵犯财产罪一类罪名之一，是指以非法占有为目的，对他人使用威胁或要挟的方法，索取公私财物的行为。

## 量刑
敲诈勒索公私财物，数额较大或者多次敲诈勒索的，处三年以下有期徒刑、拘役或者管制，并处或者单处罚金；数额巨大或者有其他严重情节的，处三年以上十年以下有期徒刑，并处罚金；数额特别巨大或者有其他特别严重情节的，处十年以上有期徒刑，并处罚金。